# Fort Vimieux
Fort Vimieux est un tableau de William Turner, réalisé en 1831, représentant un navire anglais sur le flanc, éclairé par le couchant.

## Historique et description
William Turner peint cette toile en 1831 à la suite d'un séjour en France, où il était allé pour un projet sur les grands fleuves. Il avait esquissé le littoral et le fort sur son carnet de croquis, en 1829. 
L'épisode historique représenté par Turner date de 1805, lorsque Napoléon avait rassemblé sur les côtes françaises une considérable flottille destinée à envahir l'Angleterre. Une escadre anglaise de reconnaissance s'est approchée du fort de Vimereux (en fait à Wimereux), pour inciter les navires français à sortir de leur abri ; le navire anglais représenté a été atteint par les batteries françaises et se trouve échoué, il attend la marée pour repartir.
Turner montre dans cette toile son amour de la mer, qu'il a toujours connue, son goût des marines, et sa pleine maîtrise de la lumière.
Ce tableau appartient encore à Turner jusque vers 1845, quand il est acheté par Charles Meigh de Grove House à Shelton, dans le Staffordshire. Celui-ci le revend en 1850 au colonel James Lenox, qui offre ensuite sa collection à l'entreprise gestionnaire de sa bibliothèque. Il devient propriété de la New York Public Library, qui le vend en 1956 au père de la personne qui le met en vente à Sotheby's en 2004. Il est de nouveau dans une collection particulière.

## Réception critique
Ce tableau, jugé admirable, reçoit un accueil critique enthousiaste dès sa première exposition, à l'Académie royale de Londres en 1831.
La lumière, l'ensemble et le rouge vif du couchant sont particulièrement admirés.

## Expositions du tableau
- Londres, Royal Academy, 1831, no 406.
- Boston, Museum of Fine Arts, An Exhibition of Paintings, Drawings and Prints by J.M.W. Turner, John Constable, R.P. Bonington, mars-avril 1946, no 9.
- Toronto Art Gallery, Ottawa, National Gallery, Paintings by J.M.W. Turner, octobre-décembre 1951, no 19.
- Indianapolis, John Herron Art Museum, Turner in America, novembre-décembre 1955, no 31.
- Londres, Tate Gallery and Royal Academy, Turner 1775-1851, novembre 1974 - mars 1975, no 510
- Londres, Thomas Agnew & Sons Ltd., English Pictures from Suffolk Collections, février-mars 1980, no 42
- Canberra, National Gallery of Australia, Canberra, et Melbourne, National Gallery of Victoria, Turner, 1996, no 15.